# 하세가와 고키
하세가와 고키(일본어: 長谷川 光基, 1999년 4월 27일~)는 일본의 축구 선수이다.

## 구단 경력
그는 2017년 J3리그의 FC 도쿄 U-23에서 뛰었다. 2018년부터 2021년까지 준텐도 대학에서 활동했다. 2022년 J3리그의 기라반츠 기타큐슈에 입단했다.